# 33655 Sumathipala
33655 Sumathipala è un asteroide della fascia principale. Scoperto nel 1999, presenta un'orbita caratterizzata da un semiasse maggiore pari a 2,4430589 UA e da un'eccentricità di 0,1203709, inclinata di 7,64743° rispetto all'eclittica.